# سكوت إمر
سكوت إمر (من مواليد 8 فبراير 1954) هو عالم بيولوجيا الخلية وعلم الوراثة الجزيئي الذي يعمل بصفته فرانك إتش تي. رودس مديرا للصف 56 لمعهد وايل للخلية والبيولوجيا الجزيئية في جامعة كورنيل. وهو أيضًا أستاذ البيولوجيا الجزيئية وعلم الوراثة في كلية الآداب والعلوم في كورنيل، وأستاذ مساعد للطب الجزيئي في كلية الطب البيطري بجامعة كورنيل، وأستاذ الكيمياء الحيوية في كلية طب ويل كورنيل في جامعة كورنيل.
في عام 2021، مُنح إمر جائزة شو في علوم الحياة والطب.